# Chi Rắn bồng
Chi Rắn bồng (danh pháp khoa học: Enhydris) là một chi rắn có nọc nhẹ, theo truyền thống xếp trong phân họ Homalopsinae của họ Rắn nước (Colubridae), nhưng gần đây phân họ này đã được nâng cấp lên thành một họ riêng biệt. Vì thế, chi Enhydris hiện nay được coi là thuộc họ Rắn ri (Homalopsidae).

## Các loài

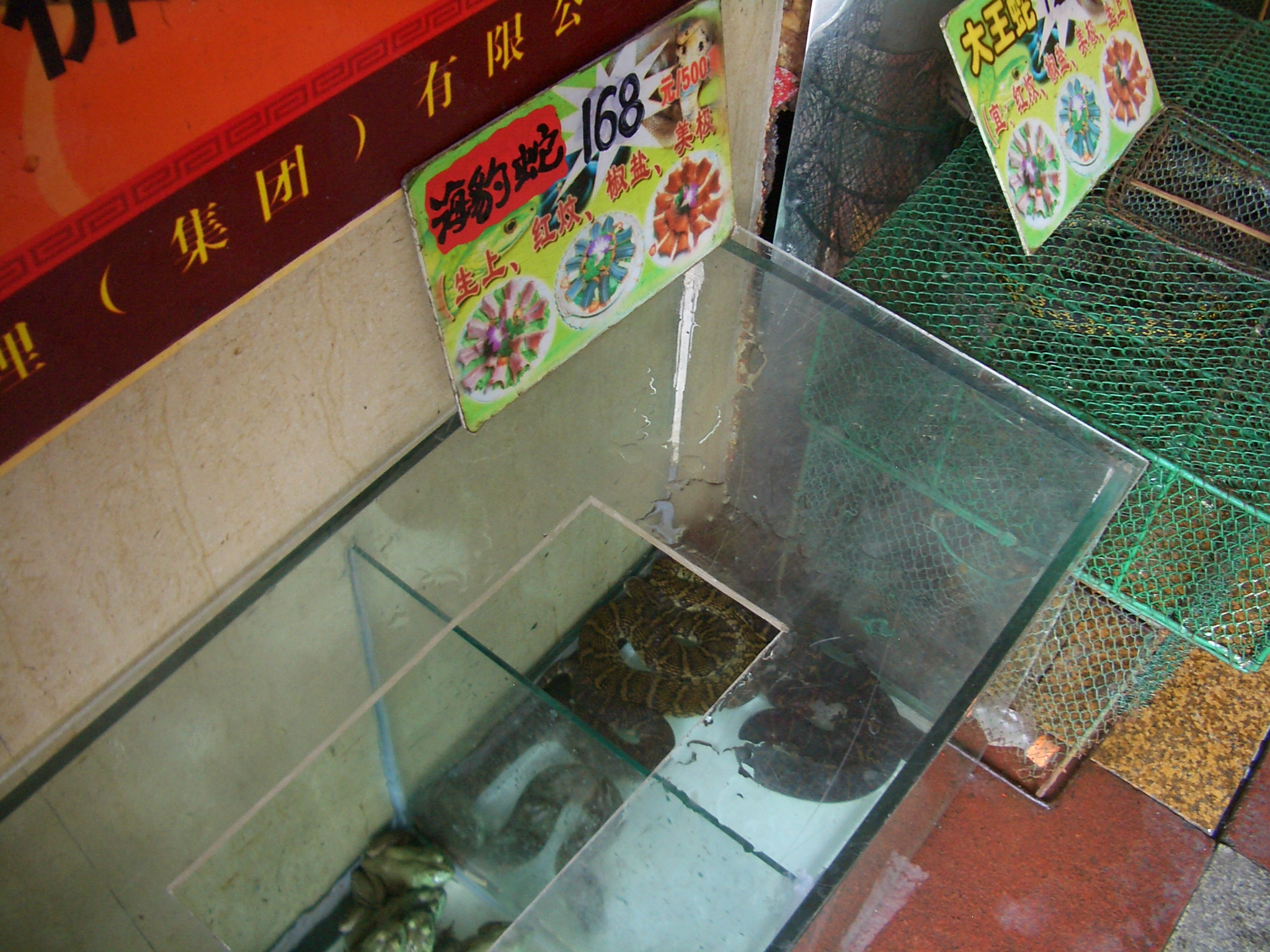
Con rắn gọi là "海豹蛇" ("hải báo xà", được nhiều trang web dịch thành Enhydris bocourti), kèm theo là một danh sách các món ăn từ nó, chiếm vị trí trang trọng trong số các sinh vật trưng bày bên ngoài một khách sạn ở Quảng Châu.

Đã từ lâu người ta biết rằng chi Enhydris là không đơn ngành. Vì thế, cơ sở dữ liệu của The Reptile Database đã chuyển tất cả các loài không có quan hệ họ hàng gần và tạo thành một nhóm đơn ngành với loài điển hình Enhydris enhydris sang các chi khác mà:
1. Hoặc là chúng có quan hệ họ hàng gần hơn với các loài của các chi này;
2. Hoặc là khôi phục danh pháp hợp lệ mà tác giả đầu tiên đã thiết lập;
3. Hoặc là lấy theo danh pháp mới thiết lập, nếu các danh pháp đã có trước đó là không hợp lệ.

Như vậy, chi Enhydris chỉ còn 6 loài.
- Enhydris chanardi Murphy & Voris, 2005 - Rắn sông Sind
- Enhydris enhydris (Schneider, 1799) - Rắn bông súng[2]
- Enhydris innominata (Morice, 1875)
- Enhydris jagorii (Peters, 1863) (đồng nghĩa: Enhydris smithi (Boulenger, 1914)) - Rắn bù lịch
- Enhydris longicauda (Bourret, 1934)
- Enhydris subtaeniata (Bourret, 1934)

## Chuyển đi
- Enhydris dussumieri: Là Dieurostus dussumieri (Duméril, Bibron & Duméril, 1854) - Rắn nước Dussumier
- Enhydris sieboldi: Là Ferania sieboldii (Schlegel, 1837)[3] - Rắn nước Siebold
- Enhydris maculosa: Là Gyiophis maculosa (Blanford, 1881)
- Enhydris vorisi: Là Gyiophis vorisi (Murphy, 2007)
- Enhydris doriae: Là Homalophis doriae Peters, 1871
- Enhydris gyii: Là Homalophis gyii (Murphy, Voris & Auliya, 2005) - Rắn bùn Kapuas
- Enhydris matannensis: Là Hypsiscopus matannensis (Boulenger, 1897)
- Enhydris plumbea: Là Hypsiscopus plumbea (F. Boie, 1827) - Rắn bồng chì
- Enhydris pahangensis: Là Kualatahan pahangensis (Tweedies, 1946)
- Enhydris pakistanica: Là Mintonophis pakistanicus (Mertens, 1959)
- Enhydris alternans: Là Miralia alternans (Reuss, 1834)
- Enhydris bennetti: Là Myrrophis bennettii (Gray, 1842) - Rắn bồng ven biển
- Enhydris chinensis: Là Myrrophis chinensis (Gray, 1842) - Rắn bồng Trung Quốc
- Enhydris punctata: Là Phytolopsis punctata (Gray, 1849)
- Enhydris polylepis: Là Pseudoferania polylepis (Fischer, 1886) - Rắn nước Macleay
- Enhydris indica: Là Raclitia indica Gray, 1842
- Enhydris bocourti: Là Subsessor bocourti (Jan, 1865) - Rắn bồng voi, rắn ri voi (ri tượng)
- Enhydris albomaculata: Là Sumatranus albomaculata (Duméril, Bibron & Duméril, 1854)